# تن‌ماهیان
تون‌ماهیان (Scombridae) خانواده‌ای از ماهی‌ها هستند.
اندازه : طول بعضی گونه‌ها تا ۳ متر می‌رسد.

## مشخصات
بدن دوکی شکل، در مقطع گرد، سر بزرگ و ساقه دمی باریک، باله دمی قوی و کاملاً دو شاخه شده‌است، در ناحیه عقبی باله پشتی و مخرجی دارای تعدادی بالچه می‌باشند، دهانه آبششی وسیع، پرده‌های آبششی جدا از هم و بدون قطعه رابط، دهان بزرگ انتهایی با فک پایینی توسعه یافته در زیر فک بالایی می‌باشد، فک‌ها دارای دندان‌های فشرده، چشم‌ها معمولاً دارای پلک سوم، فلس‌ها از نوع دایره‌ای یا شانه‌ای و غالباً محدود و حتی در بیشتر قسمت‌های بدن غیر موجود، منطقه فلس دار وسعت متغیری دارد، دارای دو باله پشتی می‌باشد که اولین باله در پشت و بالای سر قرار گرفته که هنگام شنای سریع در یک شیار مخفی می‌شود، دو قسمت باله پشتی به هم متصل یا از هم جدا می‌باشد، باله مخرجی با یک تا سه شعاع سخت ضعیف، باله‌های سینه‌ای در انتها نوک دار، باله‌های شکمی در ناحیه سینه‌ای واقع شده و دارای یک شعاع سخت و ۵ شعاع نرم می‌باشد، خط جانبی ممکن است منفرد یا شاخه دار باشد، برخی از ماهیان این خانواده فاقد کیسه شنا می‌باشند.

## زیست‌شناسی
ماهیان این تیره جزو گروه ماهیان پلاژیک می‌باشند، گونه‌های کوچکتر در آبهای ساحلی زیست می‌کنند و گونه‌های بزرگ به خصوص جنس Thunnus مهاجرت‌های بین اقیانوسی انجام می‌دهند، تغذیه گونه‌های مختلف از یکدیگر متمایز است به‌طوری‌که بعضی گونه‌ها پلانکتون خوار و برخی دیگر از گله‌های کوچک ماهیان مختلف، سر پایان، سخت پوستان و سایر آبزیان تغذیه می‌نمایند. اندازه متوسط تا بزرگ داشته و در دریاهای گرمسیری تا نیمه قطبی دنیا پراکنده می‌باشند.
اهمیت شیلاتی : گوشت آن‌ها طعم عالی داشته و از اهمیت اقتصادی بالایی بر خور دارند.(در صنایع کنسرو سازی، مهمترین ماده اولیه تولید کنسرو محسوب می‌شود.)
وسایل صید : تور گوشگیر، رشته قلاب‌های طویل، قلاب خزنده و تور گردان پیاله‌ای.

## انواع
بچه‌زرده
زرده
هوور مسقطی
طلال
تون شرقی
قباد ژاپنی
شیرماهی
گیدر
ماهی قباد
هوور
بونیتو